# Carl Gustaf Gadde
Carl Gustaf Gadde, född 1 januari 1714 på Körtingsberg, Viby, död 6 juli 1796 på Körtingsberg, var en svensk vice häradshövding, kammarherre och godsägare.
Han var son Gustaf Gadde och Ebba Falkenberg samt från 1754 gift med den 22 år yngre Ulrika Emerentia Hård af Segerstad. Gadde blev student vid Uppsala universitet 1726, och var verksam som vice häradshövding samt från 1747 utnämnd till kammarherre. Vid sidan av sina tjänster förvaltade han från faderns död 1738 Körtingsbergs säteri. Efter att bouppteckningen blev klar 1741 löste han ut sina syskon från egendomen. Det blev för honom en mycket kostsam affär även om systrarna endast hade rätt till hälften så mycket jord som sina bröder. För att få fram lösensumman tvingades han sälja några gårdar och sannolikt även ta stora lån. Trots att Carl Gustaf Gadde hade stora ekonomiska problem drev han ett stort hushåll ned många anställda och familjen deltog i bygdens liv, samt skänte enligt tidens sed dyra föremål till kyrkan. Skötseln av gårdens jordbruk överlät han till en  frälsefogde och en inspektor som med hjälp av flera torpare som utförde dagsverken. Tjänarstaben i herrgårdsbyggnaden bestod av ett tjugotal personer där den unge bokhållaren Carl Muhr var arbetsfördelare. På grund av Gaddes ekonomiska problem minskades personalstyrkan kraftigt under 1790-talet. Till Gaddes insatser hör hans arbete för att förbättra klädesindustrin i Sverige och han skrev 1771 om hur hemspinningen av ull skulle kunna utföras effektivare, och hur det sen skulle skickas till yllefabriker i Stockholm för vidare bearbetning. Gadde drev ett eget spinneri på Körtingsberg som sysselsatte ett 100-tal personer framför allt kvinnor. Spinneriet beskrivs i Klas Nybergs doktorsavhandling Köpes, ull, Säljes, kläde 1992. Gadde själv hävdade (troligen  något överdrivet) att han hade omkring 13 000 spinnerskor verksamma i 18 socknar i Närke och norra Västergötland. Trots stöd från statsmakten var det svårt att hålla igång kamgarnsproduktionen och Gadde beklagade sig 1785 till landshövdingen i Örebro om att verksamheten gav stora förluster och han var tvungen att upphöra med sitt spinneri. Under Gaddes sista levnadsår inskränktes tjänarstaben ytterligare och han säljer Körtingsbergs gods till sonen Carl Ulrik Gadde till priset av 25 000 riksdaler riksgäld.

## Familj
Carl Gustaf Gadde och hans maka fick fyra barn varav två avled i unga år. Sonen Carl Ulrik född 1759 blev kammarjunkare 1783 och från 1786 extra ordinarie kanslist i justitierevisionsexpeditionen samt dottern Beata Magdalena född 1761 gift 1801 med majoren Conrad Ferdinand von Kruus. Carl Gustaf Gadde och hans fru blev begravda i Gaddeska gravkoret vid Viby kyrka.